# Varuparti
Ett varuparti består av produkter som tillverkats för detaljhandeln. Det är partihandlare som säljer varupartier till detaljhandeln, som i sin tur säljer produkterna till konsument. Det kan vara alltifrån ett mindre antal produkter till mycket stora produktvolymer, beroende på exempelvis om kunden är en detaljhandelskedja eller en mindre butik.